# ハンググライダー

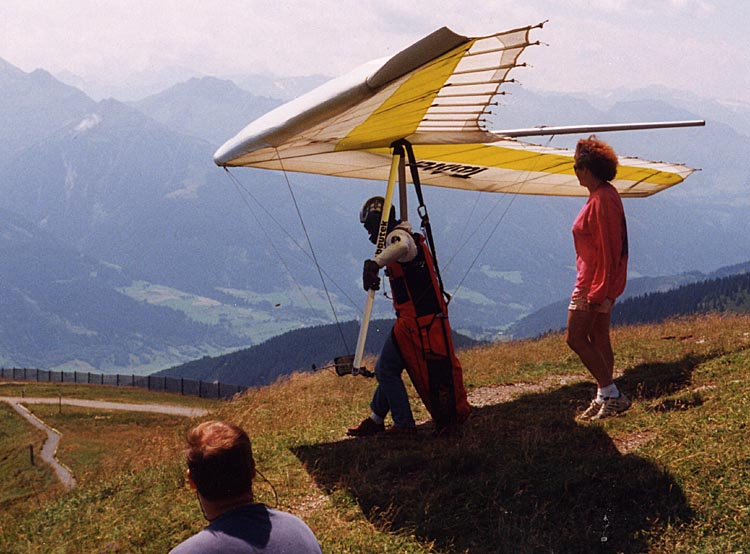
ハンググライダー

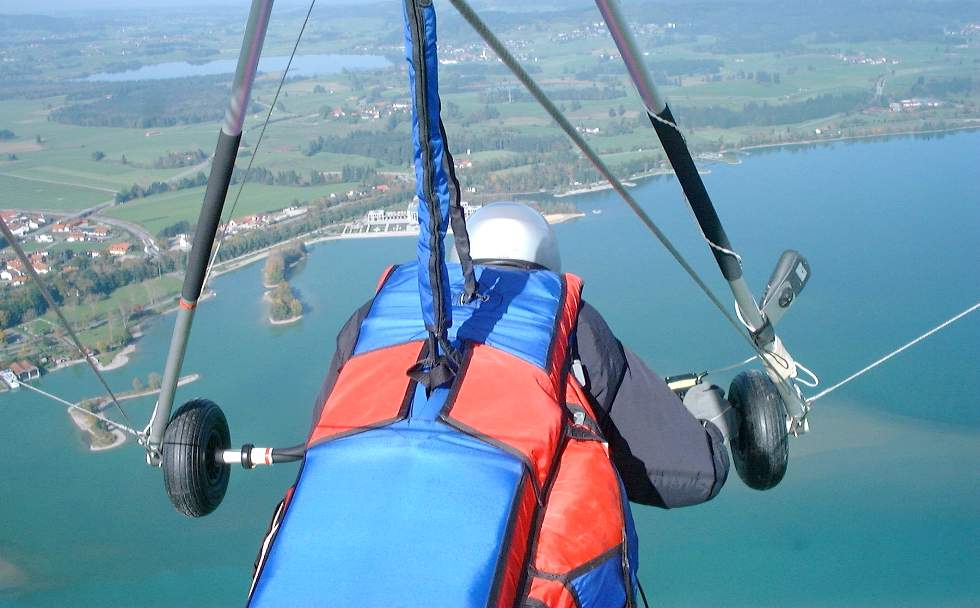
上空からの眺望

ハンググライダーは、スカイスポーツのひとつであり、狭義には飛行に使用する機体自体を指す。機体に対し搭乗者が“ベルトに吊り下がった (hang) 状態でグライダー（glider、滑空機）に乗り滑空する（gliding）”ことから、ハング・グライディングと呼ばれる。また、連続した"ng"と"g"の音が重なる英語の原音により近いハングライダーの発音・表記もある（これが誤って逆類推され、つり下がるライダーとして hang rider のように表記されることもあるが、このような語は存在しない。そもそもライディング＝乗るのではなく、グライディング＝滑空するものである）。
同様に滑空を楽しむものには、パラシュートが進化したようなパラグライダーがある。

## 概要
機体は空気より重く、ランディングギアを持たずもっぱら搭乗者の身体で離着陸を行なうものとされる。その為機体重量は20 kgから45 kg程度で、人間一人の力で持ち上げることができる範囲である。搭乗者はハーネスなどで機体の重心付近に身体をつなぐ。
搭乗者は機体を持ち上げたまま滑空角より大きな斜面等を駆け下りる。機体の滑空角が斜面の傾斜より浅いため、5m程度の助走で離陸する。上昇気流を利用しながら飛行を楽しんで、たいていの場合は離陸地の近隣に用意してある着陸場に着陸する。巡航速度は20km/hから130km/h程度。滑空比は7から25程度。着陸のときは速度をぎりぎりまで落として、フレアー操作（後述）を行いつつ搭乗者自身の足で着地し、グライダーは搭乗者が自力で保持する。
機体は折りたたみ式のものが多く、直径50cm・長さ5mほどの棒状になる。通常は乗用車の屋根に積んで運搬する。
日本の航空法上は資格は不要だが、多くのフライトエリアでは（公益社団法人）日本ハング・パラグライディング連盟発行のライセンスの携行及びフライヤー登録を義務付けており、その取得のために講習を修了する必要がある。
ハンググライダーは、構造によってクラス1からクラス5に分類されている。

## 歴史
875年、後ウマイヤ朝の学者アッバース・イブン・フィルナスが原始的なハンググライダーで飛ぼうとして負傷したという。
歴史的に見ると、19世紀末期のドイツのオットー・リリエンタールのグライダーが、既に一種のハンググライダーであった。戦前の日本においても個人によってハンググライダーが製作されており、1937年には頓所式1型が、1940年には大久保式ハング・グライダーが 初飛行している。
1949年、NACA（NASAの前身）のフランシス・ロガロは現在のハンググライダーの形状の翼を発明した。その翼はロガロウイングと名付けられ、宇宙船や切り離したロケットの回収に使うことが検討されたが、実用化はされなかった。その後、1960年代後半に航空スポーツに応用されるようになっていった。
1971年、現在のようなフレキシブルタイプのロガロウイングを使用したハンググライダーが登場した。日本で本格的に普及するようになったのは1976年である。この年、北海道の留寿都村橇負山で、第1回ハンググライダー日本選手権が行われた。当時の競技内容は、滞空時間とターゲットが主であった。

## 構造・用具

### グライダー
アルミニウム合金やカーボンファイバー製のパイプでできた骨組みに、ポリエステル系の合成繊維でできた翼が張られる。翼型（翼断面形状）はバテン（アルミ合金やカーボンファイバー製の整形された細いパイプ）により維持される。要所にワイヤを張って強度を保持する。
中心から下に向けて、コントロールバーが取り付けられている。アルミ合金やカーボンファイバー製のパイプを三角形に組んだもので、楽器のトライアングルのような形をしている。一辺1.5メートル程度の大きさで、底辺に当たる部分をベースバー、斜辺に当たる部位をダウンチューブ(アップライト)と区別することもある。パイロットはこの三角形の内側に吊り下げられて飛行する。
グライダーは、そのまま投げれば紙飛行機のようにまっすぐ飛んでゆくほど安定に作られている。

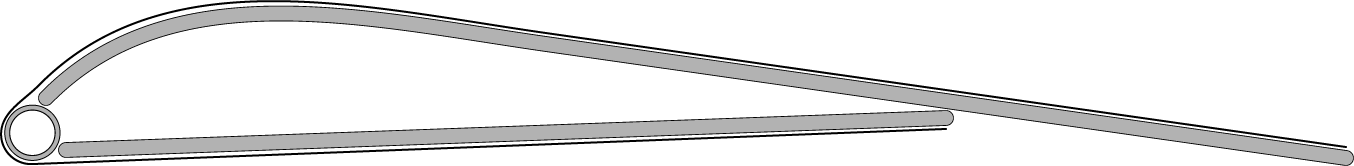
一般的なダブルサーフェイス機の翼断面

### ハーネス
搭乗者（パイロット）をグライダーと繋ぐための物で、体の一部あるいは全部を布で覆うようになっている。重心部付近から、グライダーと繋ぐためのベルトが伸びている。ハーネスとグライダーはカラビナ等で接続される。ハーネスには緊急時に備えて予備のパラシュートが収納されている。

### 計器
- 速度計
- 昇降計
- GPS
- 無線機

## 飛行技術
グライダーの重心付近に吊り下げられたパイロットのそばには、グライダーに直結したコントロールバーがあり、パイロットはコントロールバーを押したり引いたりして、グライダーとの位置関係を腕の長さ程度の範囲で変えられる。グライダーよりもパイロットのほうが重いために、コントロールバーを操作する反動でグライダーの方が姿勢を変えることになり、速度の変化や旋回などが広範囲に行える。
パイロットがコントロールバーを前に押し出すようにすると、パイロットの重心が機体後方に移動するので機体は機首を上げ、翼の迎角が増加する。その結果、機体は滑空速度を落とす。逆にコントロールバーを手前に引くようにすると機首を下げて滑空速度が増す。
コントロールバーを左に送り出す（体を右に寄せる）ようにすると、機体は右翼を下げ、右旋回を始める。
他航空機同様に離陸と着陸は共に危険が伴うので、念入りな練習が必要とされる。

### 離陸

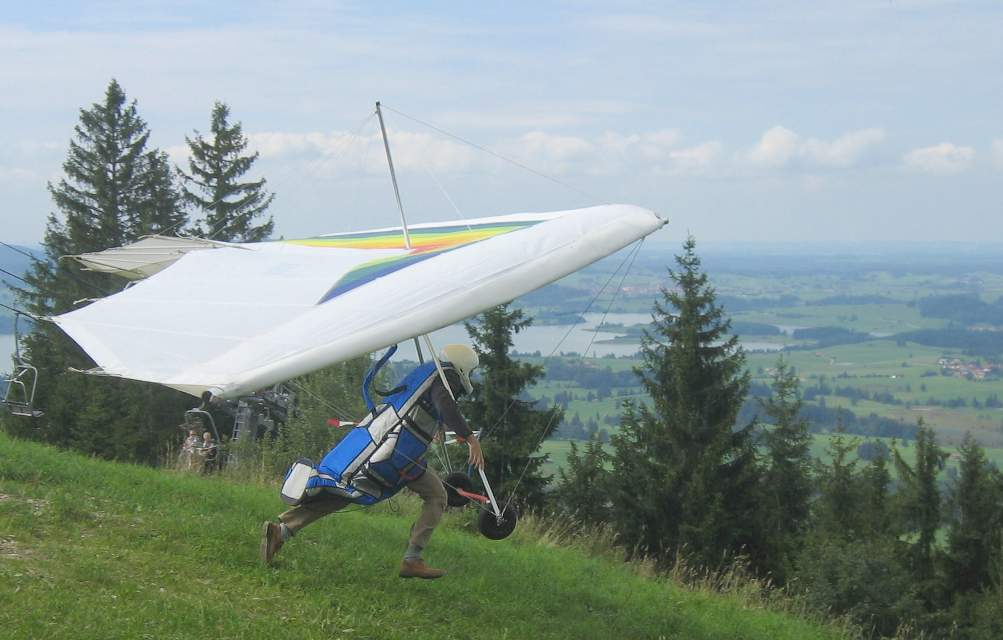
テイクオフ

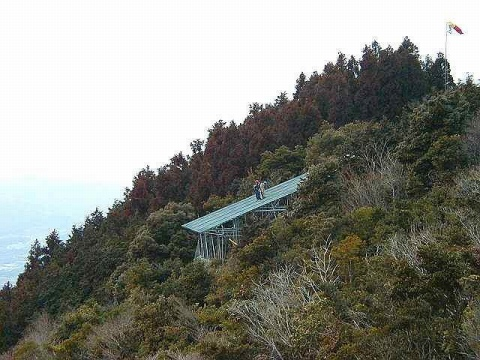
ランチャー台の例（愛知県五井山）

離陸に適した場所は、風向風力の安定した斜面（丘陵や雪のない季節のスキーゲレンデなど）や崖（ランチャー台が設置されることもある）など。斜面の場合はグライダーの滑空比よりもきつい傾斜が、崖の場合には短い助走距離で安定した滑空に入れる程度の強めの風が必要になる。
パイロットはハーネスを装着して体をグライダーと接続し、ダウンチューブの間に入ってグライダーを両手両肩で持ち上げバランスをとる。適度な向い風に合わせてバランスを保ちながら助走するとグライダーが揚力を得て浮こうとする。更に加速しつつ走り続けると、やがてパイロットを吊り下げるベルトがピンと張ってグライダーにパイロットの体重が掛かるようになる。この状態でさらに走り続けるとパイロットの足も地面から離れて、グライダーは滑空に入る。この間数秒、走る距離は数メートルである。
離陸するとパイロットは体をうつぶせに寝かせ、ダウンチューブを握っていた手をベースバーに持ち替える。足をハーネスの中に収納してファスナーで閉じる。この姿勢で空気抵抗を低減して飛行する。

### 着陸
アプローチ
動力を持たないグライダーは、通常着陸をやり直すことができないし、着陸場所は無制限な広さを持たない場合が多い。現在の高度と着陸場所からの距離がうまくあっていないと、着陸場所を通り越して先にある障害物に当たったり、着陸場所にとどかずに手前の危険な場所に下りなければならなくなったりする。
また、着陸場所には風下から進入するようにすると、同じ対気速度を維持して（＝同じ揚力を得る）も対地速度が小さくなるので着陸時の安全性が増す。うまく高度をあわせて風下から着陸するために、着陸場所の風下側で8の字旋回をするなどの種々の高度処理方法が採られる。
フレアー
着陸場所にたどり着いたら、速度を落として安全に止まらなければならない。
コントロールバーを徐々に前に押し出していくことで、徐々に速度を落としてゆくが、ある速度より低速になると機体は急激に揚力を失って墜落する（失速現象）。そこで、失速の直前にコントロールバーの押し出しを急激に強めると、機体は急激に機首を上げたまま高度も変えずにその場で静止する。このときの高度が、ちょうどパイロットの足が地面に着く程度であれば、そのまま安全に着陸できる。

## 競技

### 競技の種類
- パイロン競技
- 距離競技
- スピード競技

### 大会（日本以外）
- FAI World Hang Gliding Championships
- FAI European Hang Gliding Championship
- FAI Women's World Hang Gliding Championship

### 大会（日本）
- 西富士ジヤパン・クラシツク
- 紀ノ川スカイグランプリ
- 板敷山スプリングフライト
- スカイフェスティバルin南陽
- 池田山カップ 池田山
- East Japan Championship
- ハンググライディング日本選手権

## コミュニティー
- 国際航空連盟(FAI) 空のスポーツを統括する国際機関
- 国際ハンググライディング委員会(CIVL)
- 公益社団法人日本ハング・パラグライディング連盟(JHF) ハンググライダーに関する、日本唯一の技能証発行機関

## 安全

### 耐空性基準
販売用又は公式競技に出場しようとするハンググライダーは耐空性基準を満たしている必要がある。
耐空性基準の審査においては強度試験、性能及び飛行特性試験が行われる。
耐空性基準に適合するハンググライダーは、その型式を日本ハンググライディング安全性委員会に登録することにより公認される。

### 事故の可能性
| 道路交通事故         | 9.1×10−3 |
| 山登り               | 5.0×10-6 |
| 船舶事故             | 1.4×10−6 |
| モーターボート       | 3.5×10−7 |
| パラグライダー       | 2.0×10−7 |
| 航空機事故           | 1.8×10−7 |
| スクーバーダイビング | 7.8×10−8 |
| ハンググライダー     | 4.7×10−8 |

高度・速度を利用したスポーツであるため、陸上のスポーツと比べて事故が発生した際は激しい衝撃を受け、骨折・脊髄損傷・死亡事故に至る可能性が大きい。死亡事故の発生率は、上掲の表を用いて、交通死亡事故などに比べて低いとされるが、競技人口が少ないため競技人口当たりの事故率で考えれば非常に高いので注意が必要。（パラグライダー#安全性）事故情報と安全情報が日本ハング・パラグライディング連盟安全性委員会（JHSC）にて収集、提供されている。
起こりえる事故としては場面ごとに以下の例が挙げられる。
- 離陸時
  - 機体の組み立てミスによる操縦不能
  - カラビナのかけ忘れによる、操縦不能・落下
  - 風向・風力の判断ミスによる浮力の不足からの山肌への落下
- 飛行時（高高度）
  - 空中接触
  - スパイラルスピン
  - 空中分解
  - 操作ミス等による山肌等への衝突・落下
- 着陸アプローチ時（低高度）
  - 障害物（樹木、送電線、施設、民家）への接触・衝突・落下
- 着陸時
  - フレア操作のミスによる地面への衝突
  - 失速状態での地面への衝突
  - 着陸地の形状による怪我

特に空中衝突、送電線に接触しての感電、山肌や樹木への衝突などの事故が報道されることがある。

## 航空法
日本国内では航空法に基づき、空域によっては、飛行させることが禁止される場合、または飛行させる場合に事前に国土交通大臣への届出が必要な場合がある。また、重要施設の周辺地域の上空における小型無人機等の飛行の禁止に関する法律（ドローン規制法）により、国の重要施設等と周辺の上空は飛行を禁止される場合がある。